# Кетчер, Николай Христофорович
Никола́й Христофо́рович Ке́тчер (1809, Москва — 12 [24] октября 1886, Москва) — русский писатель-переводчик, врач.

## Биография
Швед по происхождению. Родился в 1809 году (или в 1806) в семье начальника московского инструментального завода. Воспитывался в пансионе, где изучил английский язык и получил любовь к английской литературе. В 1828 году окончил Медико-хирургическую академию. С 1830 года служил московским уездным врачом. В 1843 году переехал в Санкт-Петербург, на службу в Медицинском управлении; через два года вернулся в Москву и до 1877 года состоял штат-физиком и инспектором медицинской конторы, а с 1877-го по апрель 1885 года — начальником московского врачебного управления. В апреле 1885 года вышел в отставку.
Входил в кружок Н. В. Станкевича, был другом А. И. Герцена и Н. П. Огарева.
В 1840-е годы сотрудничал в журнале «Отечественные записки», примерно к этому же времени относится его участие в кружке Белинского.
Умер 12 (24) октября 1886 года в Москве. Похоронен на Пятницком кладбище.

## Литературное творчество
Литературную деятельность начал в конце 1820-х годов. Его первое литературное произведение — стихотворный перевод «Разбойников» Ф. Шиллера — появилось в 1828 году. Затем он перевёл ряд выдающихся литературных произведений, по преимуществу западноевропейских писателей. С 1851 года стали печататься переводы Кетчера пьес У. Шекспира. Его переводы, отличавшиеся стремлением к точности, не всегда соответствовали представлениям о благозвучности и поэтичности. В связи с этим появилась эпиграмма (обычно приписываемая И. С. Тургеневу, но также и С. А. Соболевскому, и Н. А. Некрасову):

Вот и он, любитель пира

И знаток шампанских вин, —

Перепёр он нам Шекспира

На язык родных осин.
В переводах Кетчера появились в печати на русском языке два полные собрания драм Шекспира: первое в 1841—1855 гг. и второе 1862—1879 гг.; переводы Кетчера составляют несомненную заслугу его в истории русской литературы.
Кроме того Кетчер состоял редактором «Журнала Министерства внутренних дел» (1843—1845) и «Магазина землеведения» (1855—1860) после смерти Фролова.
Н. Х. Кетчер совместно с А. Д. Галаховым подготовил первое собрание сочинений В. Г. Белинского в издании К. Т. Солдатенкова и Н. М. Щепкина (1859—1862).

## Память
В Москве существовали два Кетчерских проезда, которые подверглись застройке. В честь Кетчера 26 мая 1970 года названа Кетчерская улица на востоке города в районе Вешняки близ железнодорожной станции Новогиреево.